# Ponte Wilson

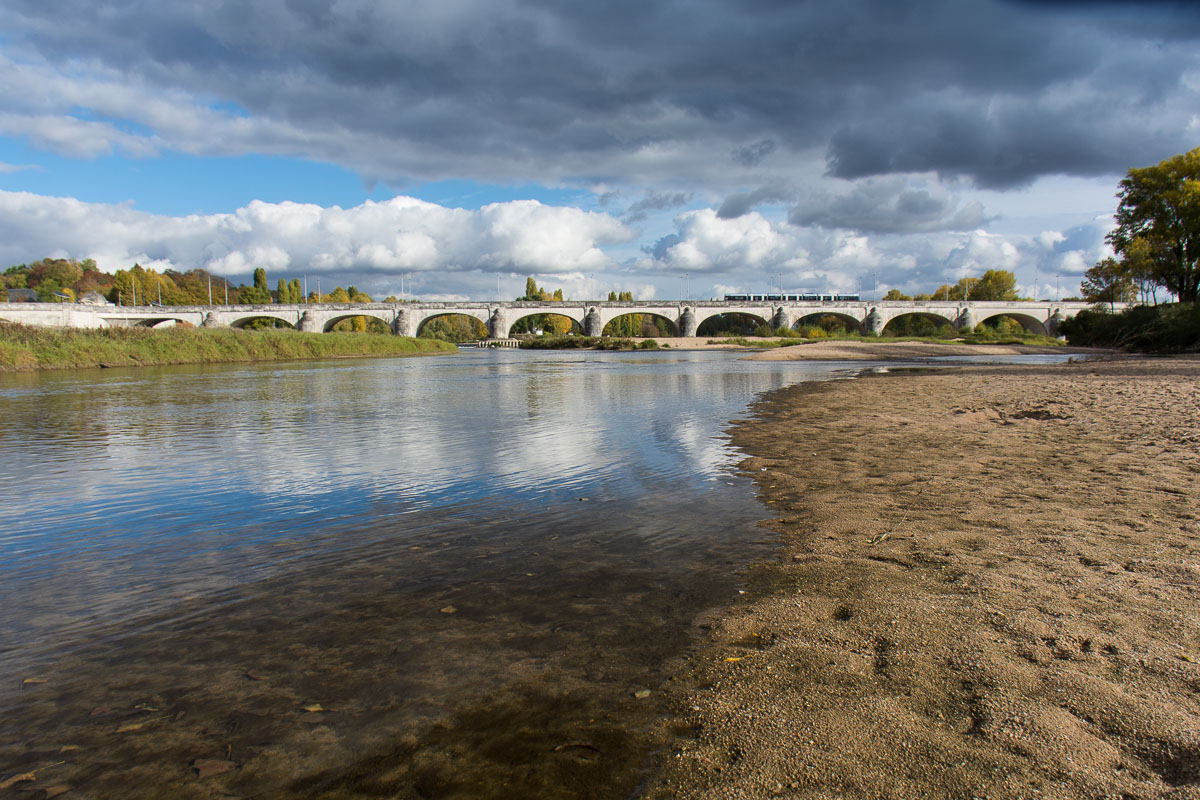
Pont Wilson a Tours, visto dalla Loira

Il ponte Wilson, costruito tra il 1765 e il 1778, è il più antico ponte di Tours in Francia. Costituito da 15 archi, è lungo 434 metri e scavalca la Loira. Gli abitanti di Tours lo chiamano Pont de pierre. Si apre a sud della place Choiseul in fondo all'Avenue de la Tranchée e a nord della piazza Anatole-France di fronte alla rue National.
Il ponte è iscritto come Monument historique. L'attuale manufatto ha sostituito il vetusto pont d'Eudes dell'XI secolo che si trovava più ad est.

## Dimensioni
Il ponte Wilson è lungo 434 e largo 21,30 metri. È costituito da 15 archi aventi una luce di 24,30 metri e una freccia di 8,12 metri. Dispone di 14 piloni che l'ingegnere Jean-Rodolphe Perronet giudicò troppo grandi e causa di troppi gorghi.

## Origine del nome
Il nome fu dato in onore di Woodrow Wilson (1856–1924) Presidente degli Stati Uniti d'America importante alleato della Francia nella prima guerra mondiale.

## Storia
Nel 1758, l'ispettore generale Mathieu Bayeux presentò un progetto approvato dal sindaco e dal consiglio comunale di Tours e la prima pietra venne posta in opera il 25 ottobre 1765.
La costruzione fu terminata nel 1778, sotto la direzione di Jean-Baptiste de Voglie, che aveva sostituito Bayeux ritiratosi nel 1774 e deceduto nel 1777.